# 尼瓦塔隆·汶颂派讪
尼瓦探隆·汶颂派讪（皇家轉寫：Niwatthamrong Bunsongphaisan IPA：[ní.wát.tʰam.roŋ bun.soŋ.pʰaj.sǎːn]；1948年1月25日—），泰国政治人物，曾任泰国代理总理、副總理及商务部长。2014年5月7日英拉·西那瓦被軍方操控宪法法院宣稱滥用职权罪「成立」、即时下台，尼瓦探隆·汶颂派讪以副总理和商务部长之职代理总理。但仅仅半个月后的5月22日，汶颂派讪看守政府即被泰国皇家陆军发动的军事政变推翻。

## 早期和個人生活
尼瓦探隆·汶颂派讪出生於1948年1月25日。他曾經就讀並取得詩納卡寧威洛大學教育學學士學位和朱拉隆功大學計算機科學碩士學位，與 Boonphatcharee Boonsongpaisan結婚。

### 商業生涯
尼瓦探隆是前泰國總理塔克辛·欽那瓦的商業夥伴，自1995年起擔任由塔克辛創立的臣那越集團媒體和廣告部門執行委員會主席，2000年起擔任該集團的副主席。於2001年至2002年期間擔任泰國的民營電視台iTV副主席，1993年至1995年、2002年至2008年擔任該公司董事，2008年至2010年3月16日擔任董事會成員。